# Notophthiracarus baloghi
Notophthiracarus baloghi är en kvalsterart som beskrevs av Wojciech Niedbała 2004. Notophthiracarus baloghi ingår i släktet Notophthiracarus och familjen Phthiracaridae. Inga underarter finns listade i Catalogue of Life.